# Dabir Khan
Dabir Khan fue un cantante indio, considerado como uno de los artistas más emblemáticos del siglo XX. Era el nieto del legendario tocador de vina, Wazir Khan.

## Carrera
Dabir Khan aprendió a tocar vina de su abuelo, Wazir Khan. Trabajó en el "All India Radio" en  Calcuta y en 1969 fue galardonado con el Premio "Sangeet Natak Akademi".
Entre los alumnos de Dabir Khan era Manna Dey.

## Vida personal
Dabir Khan nació en el estado de Rampur en 1905 y falleció en 1972.